# خودئون گواردیولا
خودئون گواردیولا (اسپانیایی: Gedeón Guardiola‎؛ زادهٔ ۱ اکتبر ۱۹۸۴) بازیکن هندبال اهل اسپانیا است.